# Baronnie de Torteval
Les bâtiments de la baronnie de Torteval, communément appelés baronnie de Torteval, sont des édifices situés à Aurseulles, en France.

## Localisation
Les bâtiments sont situés dans le département français du Calvados, à Aurseulles, sur le territoire de la commune déléguée de Torteval-Quesnay, à 150 mètres au nord de l'église de Torteval.

## Architecture
La porte d'entrée est inscrite au titre des Monuments historiques depuis le 3 novembre 1927.